# Coccoloba peruviana
Coccoloba peruviana Lindau – gatunek rośliny z rodziny rdestowatych (Polygonaceae Juss.). Występuje naturalnie w Ekwadorze, Peru oraz Boliwii. 

## Morfologia
PokrójWiecznie zielone drzewo lub krzew tworzący liana. Dorastające do 5 m wysokości.
LiścieIch blaszka liściowa ma eliptyczny kształt. Mierzy 15 cm długości oraz 10 cm szerokości, o nasadzie zbiegającej po ogonku i ostrym wierzchołku.
KwiatyJednopłciowe, zebrane w grona, rozwijają się na szczytach pędów. Listki okwiatu mają biała barwę.